# Euathlus vulpinus ater
Euathlus vulpinus ater is een spinnenondersoort in de taxonomische indeling van de vogelspinnen (Theraphosidae).
Het dier behoort tot het geslacht Euathlus. De wetenschappelijke naam van de soort werd voor het eerst geldig gepubliceerd in 1957 door Donoso.